# 今田美穂
今田 美穂（いまだ みほ、1961年 - ）は今田酒造本店の代表取締役社長、杜氏である。国内でも数少ない女性杜氏としての活動が評価され、2020年にBBCの100人の女性に選出された。

## 来歴
広島県豊田郡安芸津町（現在の東広島市）で今田酒造本店創業家の長女として生まれた。明治大学法学部を卒業後、西武百貨店の文化事業部に4年半勤務した。1989年からは母校の教授が主宰する能・狂言の団体「橋の会」の事務局で働きはじめたが、バブル崩壊のあおりで会が解散したことで、1993年に国税庁醸造試験所での5か月間の講習を経て、1994年の秋に実家である今田酒造に戻り、酒造りの修行を始めた。当時の一般的な酒蔵は女人禁制の気風が強かったが、今田酒造をはじめ広島の酒蔵は比較的寛容な風土であったことや、今田酒造が後継者不足に悩まされていたことから、今田が蔵に戻った頃にはすでに2 – 3名の女性が働いていたという。
1998年の春に当時の杜氏の妻が病に倒れたことで、今田に麹を管理する仕事が回ってきた。これをきっかけに発酵工程で製麹機を使わないなど手間をかけた日本酒づくりを実践し始め、2000年には杜氏に就任した。それまでの今田酒造の酒は熱燗に合うように作られていたが、今田は酵母や製造手法を変えて都会で人気が出るフレッシュな酒造りを目指した。また、同社が販売する果実酒のラベルを雑誌の女性編集者のデザインにするなど、女性が手に取りやすい酒造りを進めた。その後2017年には同社の代表取締役に就任した。
2004年には広島県米の元になった八反草という米の栽培を契約農家に委託し、地元米を使った酒造りにも挑戦している。八反草は一般的な米に比べて背が高くなることから栽培が難しく、100年以上前に廃れた品種であった。
2020年にはBBCが発表する100人の女性に日本人として唯一ランクインした。日本で数少ない女性杜氏で、かつ同社の日本酒がフランスの品評会で最高賞を受賞するなどの実績を挙げたことが評価された。

## 受賞歴
- 100人の女性 - 2020年、BBC

### 新聞
- 手呂内朱梨「ひと：今田美穂さん=「100人の女性」に選ばれた広島の杜氏」『毎日新聞』毎日新聞社、2020年12月18日、4面。
- 秋山千佳「（杯に春 ひろしまの酒：8） 楽しむ・造る、女性パワー 広がる輪、続く挑戦／広島県」『毎日新聞』朝日新聞社、2009年1月14日、28面。
- 坂村道生「広島「富久長」の今田さん――日本酒の復権、女性杜氏挑む（中国リポート）」『日本経済新聞』日本経済新聞社、2006年2月21日、35面。
- 阿利明美「[ほのぼの] 人の心に残る酒造り 老舗継ぐ女性杜氏・今田さん＝広島・訂正あり」『読売新聞』読売新聞社、2003年11月3日、33面。
- 岩田民子「変わりませんか、21世紀 今田酒造本店取締役、今田美穂さん／広島」『毎日新聞』毎日新聞社、2001年1月1日、27面。
- 「若い泡 30代杜氏、夢ふくらませ（もろみの唄：2）／広島」『朝日新聞』朝日新聞社、1996年1月6日、0面。

### 雑誌
- 油井なおみ「パイオニアの突破力 第69回 今田美穂」『事業構想』第19巻、事業構想大学院大学出版部、2021年5月、44-47頁、全国書誌番号:01032310。
- 「素顔の女たち 21世紀の蔵元目指す広島の「夏子」 今田美穂」『ショッピング』、日経ホーム出版社、1994年5月、72-73頁、全国書誌番号:00011859。